# Aegerosphecia calliptera
Aegerosphecia calliptera är en fjärilsart som beskrevs av Le Cerf 1916. Aegerosphecia calliptera ingår i släktet Aegerosphecia och familjen glasvingar. Inga underarter finns listade i Catalogue of Life.